# Grimus
Grimus este o formație de rock alternativ din Cluj Napoca, înființată în anul 2005. Grimus este anagramarea aproximativă a cuvântului simurgh, ce reprezintă o pasăre gigantică din mitologia persană. Este, de asemenea, primul roman al scriitorului de origine indiană Salman Rushdie, cel care a făcut anagramarea.

## Biografie

### 2005
În sala mică de repetiții a Clubului Cultural Observator din Cluj-Napoca repetă mai multe trupe, printre care și Revers. La sfârșitul lui 2004, componența trupei Revers se modifică prin plecarea toboșarului Ionuț Sandu și a vocalistului Sorin Bularca. Cei trei rămași, Vali Rauca, Cristi Csapo și Paul Pătraș se regrupează, îi cooptează pe Bogdan Mezofi la voce și pe Dorin Țifrea la clape, și realizează un demo de trei piese (cu înregistrarea părții de baterie realizată de Ionuț Sandu).
Pentru a susține concertul din 10 martie 2005 la balul arhitecturii din Cluj-Napoca, cei 5 caută un toboșar. Îl gasesc pe Cristi Boțan, care repeta în aceeași sală cu Hangover, înființată de "ex-Reversul " Sorin.
Astfel, cu 6 piese proprii și un cover, cu Bogdan (Dabija) - voce, Cristi – chitară solo, Paul – chitară armonie, Dorin – clape, Vali – bas și Cristi – baterie, cu un nume nou - Grimus, trupa deschide concertul din 10 martie unde au mai cântat Hangar, Godmode și Luna Amară. Urmează concerte în Bistrița și Cluj Napoca, unde se câștigă fani și apreciere. Cu toate acestea, formula conține un compromis. Vali, "creierul" trupei ce compune piesele pe chitară acustică, nu se acomodează posturii de basist, fapt ce duce la o redistribuire a rolurilor. În acest moment, Paul părăsește Grimus, iar basistul devine personajul cu cea mai mare versatilitate al trupei, pâna în prezent trecând, cronologic, Adriana Stan (Lex), Cristi Andrieș, Robert Forgacs (October Sun), Istvan Kovacs.

### 2006
Grimus sunt invitați în luna ianuarie de către formația Kumm pentru a le deschide concertul din Music Pub, Cluj-Napoca, moment ce prefațează surpriza din martie, când Ernesto Bianchi, manager Kumm, duce trupa pentru prima dată în București. Concertul din Club A este televizat pentru emisiunea Remix – Rock Forum a postului de televiziune TVR Cultural. Urmează concertul din Lăptăria lui Enache unde, deghizați în clienți obisnuiți, organizatorii Stufstock asigură participarea trupei la ediția a patra a festivalului.
Urmează concerte în deschidere pentru Luna Amară și Omul cu șobolani, la diverse evenimente precum Ziua studentului, TIFF, Biker's weekend și festivaluri (Stimultan, FânFest, Stufstock). Grimus participă la concursul Mediabefuto, unde câștigă pe rând atât faza locală din Cluj Napoca, cât și faza regională. În finala națională, Grimus câștigă premiul pentru Cea mai bună compoziție proprie, cu piesa Different Color Shoes , precum și participarea în cadrul festivalului Peninsula din anul următor, de la Târgu Mureș.
Din luna august, Grimus are un nou basist, în persoana lui Istvan Kovacs. Trupa își lărgeste perspectiva prin intrarea sub auspiciile Underdog Management , conduse de Richard Constantinidi și Ernesto Bianchi. 
Piesa Solitude este difuzată pe postul de radio City FM din București, în cadrul emisiunii Romtop și atinge prima poziție a clasamentului.

### 2007

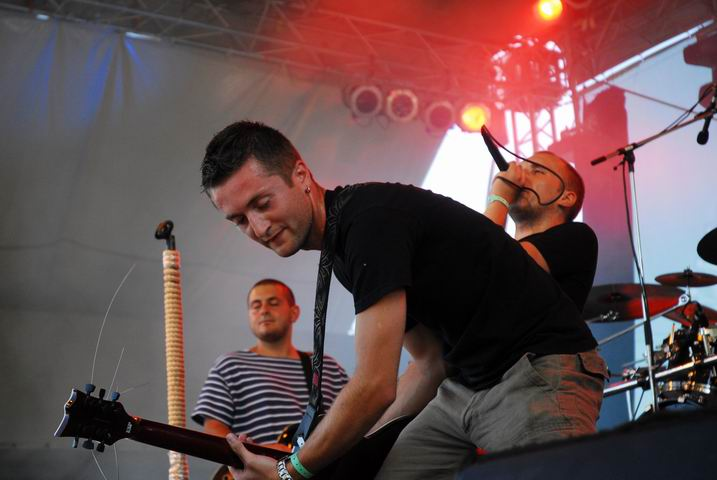
Grimus la Festivalul Peninsula 2007

La începutul anului 2007, piesa Solitude se regăsește pe poziția întâi a clasamentului Romtop anual 2006 de la City FM. Piesa In a Glimpse pătrunde în Romtop în luna martie și rămâne pe primul loc timp de 5 săptămâni. Compozițiile de pe Demo sunt apreciate și înafara țării, piesa In a Glimpse fiind difuzată la Insomnia Radio UK , precum și la un post de radio local din Bruxelles, unde piesa ajunge pe locul întâi.
Pe parcursul întregului an, Grimus participă la majoritatea festivalurilor din țară (Top T, Heartrock 2, Rock on Port Albert, CokeLive, Rock la Mureș, Cramps Records, Peninsula (FelSziget), Stufstock și FânFest). În luna iunie, Grimus cântă în deschidere pentru Sophie Ellis-Bextor la București, și mai concertează la Timișoara, Bistrița, Lugoj, Deva, Târgu Jiu, Cluj Napoca, Miercurea Ciuc, Vama Veche, precum și la Chișinău și Varna.
În vara lui 2007, trupa își schimbă secția ritmică, Tamás Adorjáni (baterie) și Titus Vădan (chitară bas) debutând la Rock on Port Albert în data de 22 iunie.
Pe 4 octombrie 2007, Grimus câștigă locul întâi în finala națională din cadrul concursului Global Battle of the Bands (GBOB) și se califică la finala mondială de la Londra, care s-a desfășurat la începutul lunii decembrie.
În urma concertului din Camden Underworld, Grimus primește trofeul de bronz 'The Best New Romanian Band 2007'.  

### 2008
Piesa In a Glimpse se regăsește pe poziția a 2-a a clasamentului Romtop anual 2007 de la City FM, iar Elephants pe locul 25.
La începutul lunii ianuarie, Grimus încep la București înregistrările pentru albumul de debut.

### 2010
În august 2010 (ca și în edițiile din 2006 și 2007) trupa a concertat pro bono (gratuit) la festivalul FânFest, Roșia Montană în cadrul campaniei „Salvați Roșia Montană”.

### 2014
La inceputul lunii martie 2014, Grimus lanseaza cel de-al treilea album de studio, numit Emergence. 

### 2016
În anul 2016, Grimus cântă în deschiderea concertului Queen + Adam Lambert  desfășurat în Piața Constituției, București. 

## Discografie
- 2006: Demo
- 2008: Panikon
- 2011: Egretta
- 2014: Emergence
- 2022: Abandonic